# Caviar

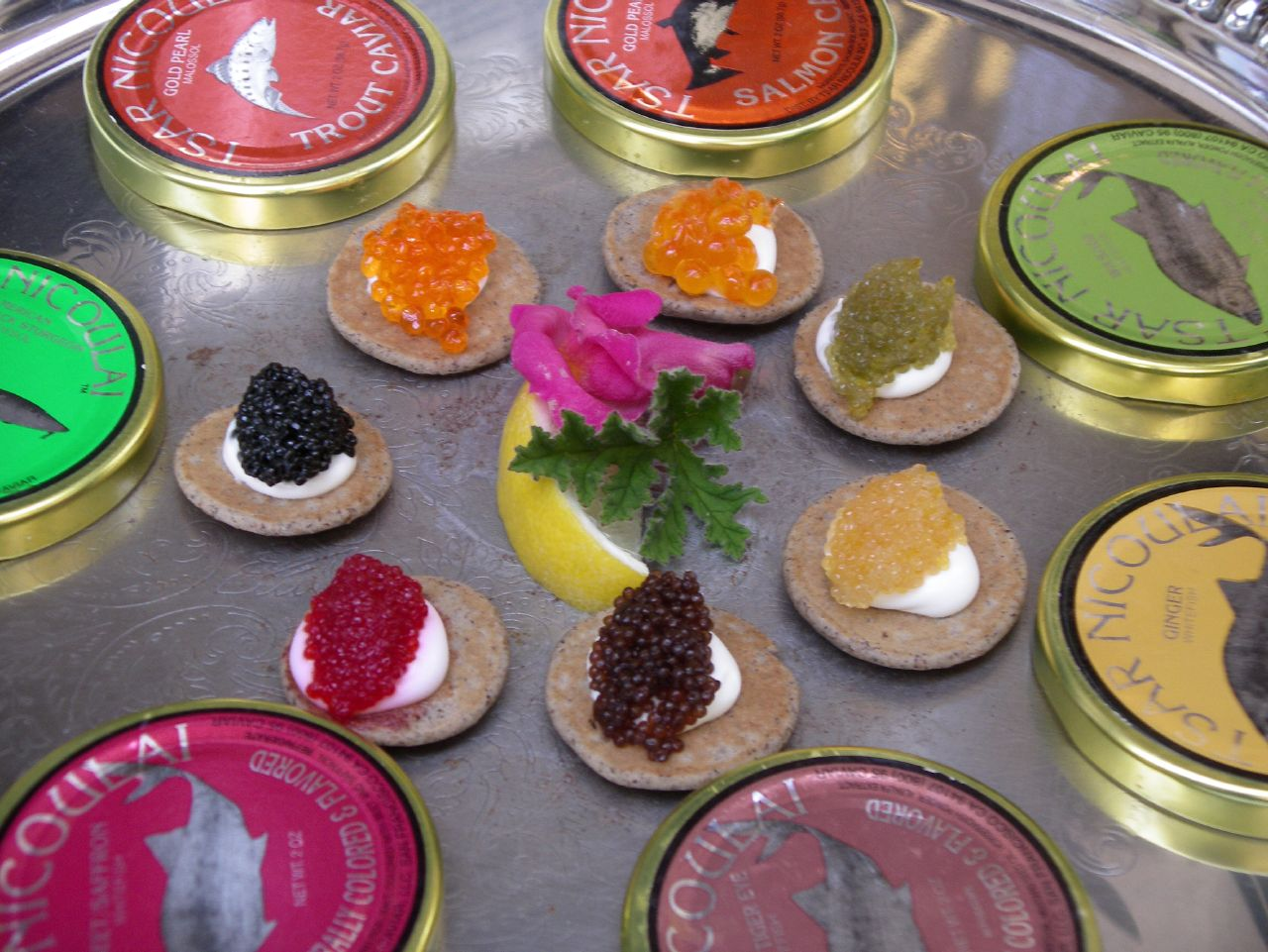
Set tipus diferents de caviar

El caviar és un aliment processat fet amb els ous de peix (fresa) no fertilitzats i salats obtinguts de diferents peixos. El caviar més apreciat és el provinent de l'esturió (caviar negre) seguit pel de salmó (caviar roig). Normalment, el terme caviar es fa servir restrictivament per a denominar la fresa d'esturió, però comercialment se'n fa un ús abusiu per denominar altres freses, sovint tractades com a succedanis.
El caviar d'esturió és considerat un aliment de luxe. El preu del caviar d'esturió de la mar Càspia (a l'Iran i a Rússia) arriba a ser de 8.000 euros el quilo (any 2008) i amb tendència a l'augment.

## Etimologia
Deriva del farsi خاویار, de la paraula khaya "ou" que designa el caviar i l'esturió a la vegada
En rus es fa servir la paraula икра (ikrà), "fresa de peix".

## Varietats

### Caviar d'esturió
El caviar d'esturió és el més car i a més s'ha produït en els darrers anys una gran baixada de retiments per l'excés de pesca i la contaminació.
Depenent de l'espècie d'esturió es troben al mercat:
- El beluga (Huso huso), l'esturió més gran amb els ous més grossos i el més car
- L'oscietra (Acipenser gueldenstaedtii) i el persa (Acipenser persicus), amb ous més petits i més clars que el beluga i més clars
- El sevruga (Acipenser stellatus)
- En piscicultura són comuns el siberià (Acipenser baerii), de gust semblant al sevruga, i el blanc (Acipenser transmontanus), de gust semblant a l'oscietra i al persa.

La recollida i la venda de caviar negre ha estat prohibida a Rússia des de l'1 d'agost de 2007 fent excepció de l'obtingut en recerca científica i el de piscicultura.

### Ous d'altres espècies
- Fresa de salmó (vermella)
- Fresa de lump, molt econòmica però allunyada del gust del caviar d'esturió, acolorits en roig o en negre.
- Fresa de llissa llobarrera (Mugil cephalus) anomenat caviar blanc o caviar del Mediterrani.
- Ous de caragol (caviar de caragol), popularitzat recentment com a producte de l'helicicultura. No són ous de peix ni s'hi aplica la mateixa legislació.

### Caviar vegetal
A França es comercialitza el caviar d'albergínia de tradició antiga.

## Fabricació del caviar
Una vegada extret del ventre de la femella de l'esturió (i els altres peixos) es tamisa, es renta i s'eixuga, es tria segons la fermesa el gruix i el color dels ous, s'hi afegeix sal s'asseca i es condiciona. Tradicionalment per extreure'n els ous de l'esturió se'l mata amb un cop al cap però actualment en piscicultura sovint s'extreu amb una operació quirúrgica (l'esturió és molt longeu).